# Alyssa Wilson
Alyssa Wilson (20 de febrero de 2000) es una deportista de Estados Unidos que compite en atletismo. Ganó una medalla de plata en el Campeonato Mundial de Atletismo Sub-20 de 2018, en la prueba de lanzamiento de martillo.